# Copa Centro-Oeste de 2000
A Copa Centro-Oeste de 2000 foi a segunda edição deste torneio realizado pela Confederação Brasileira de Futebol desde 1999.
O Goiás foi o campeão desta edição, após vencer o Vila Nova, pelo placar agregado de 8 a 2, vencendo o primeiro jogo, no OBA, por 3 a 1, e na volta, na Serrinha, venceu por 5 a 1, conquistando seu primeiro título.

## Regulamento
Na primeira fase, as equipes participantes foram divididas em dois grupos de 8 equipes, com os 2 primeiros colocados se classificando para a segunda fase. Os dois melhores de cada grupo avançaram para as semifinais onde houve o cruzamento entre as chaves: 1ºA x 2ºB e 1ºB x 2ºA.
Na segunda fase, as equipes se enfrentaram nas semifinais e finais, em jogos de ida e volta, no sistema mata-mata.

### Critérios de desempate

#### Primeira fase
No caso de empate de pontos entre dois ou mais clubes na primeira fase, os critérios de desempates foram aplicados na seguinte ordem:
1. Maior número de vitórias;
2. Maior saldo de gols;
3. Maior número de gols pró;
4. Confronto direto entre dois clubes;
5. Sorteio.

#### Segunda fase
Na segunda fase, o desempate foi definido pelo melhor saldo de gols, ou caso persistir o empate, se classificava o clube que teve o maior número de pontos conquistados na primeira fase.

## Equipes participantes
| Equipe     | Estado             | Campanha em 1999 | Estádio                | Títulos        |
| Anapolina  | Goiás              | Não disputou     | Jonas Duarte           | 0 (não possui) |
| Dom Pedro  | Distrito Federal   | Não disputou     | Vasco Viana de Andrade | 0 (não possui) |
| Goiás      | Goiás              | Não disputou     | Serrinha               | 0 (não possui) |
| Interporto | Tocantins          | 14° lugar        | General Sampaio        | 0 (não possui) |
| Juventude  | Mato Grosso        | Não disputou     | Asa Delta              | 0 (não possui) |
| São Mateus | Espírito Santo     | 6° lugar         | Sernamby               | 0 (não possui) |
| Ubiratan   | Mato Grosso do Sul | 11° lugar        | Douradão               | 0 (não possui) |
| Vila Nova  | Goiás              | 2° lugar         | OBA                    | 0 (não possui) |

## Primeira fase

### Grupo A

#### Confrontos
|           | ANA | DPE | GEC | VIL |
| --------- | --- | --- | --- | --- |
| Anapolina | —   | 0–1 | 1–2 | 1–3 |
| Dom Pedro | 0–1 | —   | 1–4 | 1–1 |
| Goiás     | 5–0 | 4–0 | —   | 0–0 |
| Vila Nova | 3–1 | 5–1 | 0–0 | —   |

Em negrito, os jogos clássicos.
     Vitória do mandante
     Vitória do visitante
     Empate

### Grupo B

#### Confrontos
|            | INT | JUV | SMA | UBI |
| ---------- | --- | --- | --- | --- |
| Interporto | —   | 1–2 | 2–0 | 2–3 |
| Juventude  | 2–2 | —   | 1–0 | 2–2 |
| São Mateus | 1–0 | 2–0 | —   | 4–1 |
| Ubiratan   | 2–1 | 1–1 | 0–0 | —   |

     Vitória do mandante
     Vitória do visitante
     Empate

## Fase final
- Em itálico, as equipes que possuem o mando de campo no confronto; em negrito as equipes vencedoras.

|  | Semifinais   | Semifinais | Semifinais | Semifinais |   |       | Final | Final | Final | Final |
|  |              |            |            |            |   |       |       |       |       |       |
|  | Goiás        | 1          | 2          | 3          |   |       |       |       |       |       |
|  | Juventude-MT | 0          | 1          | 1          |   |       |       |       |       |       |
|  | Juventude-MT | 0          | 1          | 1          |   | Goiás | 3     | 5     | 8     |       |
|  |              |            |            |            |   | Goiás | 3     | 5     | 8     |       |
|  |              | Vila Nova  | 1          | 1          | 2 |       |       |       |       |       |
|  | São Mateus   | Vila Nova  | 1          | 1          | 2 | 1     | 1     | 2     |       |       |
|  | São Mateus   |            |            |            |   | 1     | 1     | 2     |       |       |
|  | Vila Nova    | 1          | 1          | 2          |   |       |       |       |       |       |

## Premiação
| Copa Centro-Oeste de 2000  |
| Goiás                      |
| -------------------------- |
| Goiás Campeão (1.º título) |